# Albrecht Bail
Albrecht Bail (* 26. Dezember 1915 in Ziebernvorwerk bei Glogau; † 1991) war ein deutscher Agrarwissenschaftler und Hochschullehrer.

## Leben und Werk
Nach dem Schulbesuch studierte er Landwirtschaft und erlangte den Abschluss als Diplom-Landwirt. Später promovierte und habilitierte Bail zum Dr. agr. habil. 1956 wurde er zum Professor mit Lehrauftrag an der Martin-Luther-Universität Halle-Wittenberg berufen. 1961 erhielt er den Lehrstuhl für Landwirtschaftliche Betriebs- und Arbeitsforschung und -lehre. Am 25. September 1981 erfolgte seine Emeritierung. Aus diesem Anlass erschien eine Festschrift.

## Schriften (Auswahl)
- Ein Beitrag zur Methodik der Untersuchungen landwirtschaftlicher Handgeräte, angewandt auf Arbeitsversuche mit dem Handrübenroder. Halle/S. 1949.
- Die Arbeitswirtschaft im landwirtschaftlichen Betrieb im Spiegel der Betriebsstatistik über fünf Jahre aus dreizehn Betrieben- Neumann, 1955.
- Begriff und Messung der Arbeitsproduktivität im landwirtschaftlichen Betrieb. Berlin 1957.
- Normung – Bewertung – Vergütung der Arbeit in den LPG. Berlin 1961.
- Die Arbeitsproduktivität im sozialistischen Landwirtschaftsbetrieb. Berlin 1965.
- (Mitautor): Gesundheits-, Arbeits- und Brandschutz in der industriemäßigen Pflanzenproduktion. (Dresden) 1976.